# Episodi di Brazil
La prima e unica stagione della serie televisiva Brazil (Amizade Colorida) è andata in onda in Brasile per la prima volta su Rede Globo dal 20 aprile al 29 giugno 1981. In Italia, è stata trasmessa per la prima volta su Rete 4 dal 1º agosto al 7 agosto 1985.
| nº | Titolo originale              | Titolo italiano | Prima TV Brasile | Prima TV Italia |
| -- | ----------------------------- | --------------- | ---------------- | --------------- |
| 01 | Isso acontece                 |                 | 20 aprile 1981   | 1985            |
| 02 | Barriga                       |                 | 27 aprile 1981   | 1985            |
| 03 | Vertigens das alturas         |                 | 4 maggio 1981    | 1985            |
| 04 | Das dificuldades de ser homem |                 | 11 maggio 1981   | 1985            |
| 05 | Gatinhas e gatões             |                 | 18 maggio 1981   | 1985            |
| 06 | Beleza                        |                 | 25 maggio 1981   | 1985            |
| 07 | Maré baixa                    |                 | 1 giugno 1981    | 1985            |
| 08 | Bagunça                       |                 | 8 giugno 1981    | 1985            |
| 09 | Temporada de caça             |                 | 15 giugno 1981   | 1985            |
| 10 | Mulher de amigo é homem       |                 | 22 giugno 1981   | 1985            |
| 11 | Mamãe eu quero                |                 | 29 giugno 1981   | 1985            |